# 纽西兰大学
纽西兰大学（英語：University of New Zealand），作为纽西兰历史上最大的大学联盟成立于1870年，并于1961年完成了其历史使命而退出了纽西兰的历史舞台。纽西兰大学作为一所联盟性质的大学，在纽西兰各地都有着他的分校，1874－1961年間為該國唯一授予學位的大學。

## 历史
纽西兰大学成立于1870年。
纽西兰大学解散于1961年，并将其学位授予权授予其的各加盟大学。
奥塔哥大学在1874年加盟纽西兰大学的时候成功的保留住了其“大学”的称谓。但是奥塔哥大学的学位授予权却是属于纽西兰大学的。
1961年纽西兰大学解散之前共有6所大学和学院从属于纽西兰大学：奥塔哥大学、坎特伯雷大学、奥克兰大学和惠灵顿维多利亚大学以及林肯大学的前身坎特伯雷农学院和梅西大学的前身梅西农学院。

## 录取条件
纽西兰大学有自己的录取考试系统，同时通过这个考试给学生在学习中发放奖学金。

## 連結
- New Zealand Vice-Chancellors' Committee （页面存档备份，存于）